# Estorick Collection of Modern Italian Art
Estorick Collection of Modern Italian Art je galerie na Canonbury Square v Londýnském obvodu Islington. Je to jediná galerie ve Velké Británii specializovaná na moderní italské umění.
Galerie byla založena americkým sociologem a spisovatelem Erikem Estorickem (1913–1993), který se po svém přestěhování do Anglie po ukončení druhé světové války začal věnovat sběratelství umění. Estorick a jeho žena Salome (1920–1989) objevili knihu Umberta Boccioniho Futurist Painting and Sculpture (1914), když byli na dovolené. Před svým návratem navštívili v Miláně futuristu Maria Sironiho a koupili většinu předmětů z jeho ateliéru, včetně stovek obrazů.
Většinu své sbírky shromáždili v letech 1953 až 1958. Kolekce byla vystavována na specializovaných výstavních akcích, například roku 1956 i v Tate Gallery a nejvýznamnější díla sbírky byly v Tate na dlouhodobé zápůjčce v letech 1966 až 1975. Estorick odmítl nabídku na prodej své sbírky od italské vlády a muzeí v USA a Izraeli.
Půl roku před svou smrtí založil Estorick nadaci Eric and Salome Estorick Foundation, které věnoval svou sbírku italského umění. Estorick Collection byla přemístěna do místa, kde se nachází v současnosti, v Northumberland Lodge roku 1998. Projekt byl podporován výnosy z Loterijního fondu kulturního dědictví (Heritage Lottery Fund).
Základní část sbírky tvoří díla futuristů, ale obsahuje také figurativní díla a sochy z období let 1890 až 1950. Obsahuje díla hlavních autorů futuristického stylu - Giacomo Balla, Umberto Boccioni, Carlo Carrà, Gino Severini, Luigi Russolo, Ardengo Soffici, Giorgio de Chirico, Amedeo Modigliani, Giorgio Morandi, Mario Sironi a Marino Marini.
Cena jednotlivé vstupenky pro dospělého (2006) - 3,5 £
Dopravní spojení – metro a železnice – Highbury and Islington.

## Budova
V roce 1998 byla sbírka přesunuta do gregoriánského městského domu, který je od roku 1953 chráněnou památkou II. stupně. Městský dům známý jako Northampton Lodge postavil v letech 1807–1810 Henry Leroux ze Stoke Newingtonu. Budova měla v průběhu doby několik majitelů. Po první světové válce  byla přeměněna na továrnu na umělé květiny a fungovala až do roku 1968. V roce 1974 byla zakoupena společností Basil Spence Partnership a po rekonstrukci architektem Anthonym Bleem byla ateliérem architekta Colina St. Johna Wilsona. Dům zakoupila Estorick Foundation od posledního nájemce, IT společnosti. Rekonstrukce domu, kterou navrhl a vedl architekt Nathaniel Gee, byla financována z výnosů Heritage Lottery Fund.
Budova je samostatně stojící zděná třípodlažní stavba se suterénem postavena ze žlutých neomítaných cihel do vlámské vazby. Průčelí je členěno třemi okenními osami a hlavní římsou. Okna jsou dvoukřídlá obdélná, v prvním podlaží jsou vsazena do klenuté arkády. Ve střední ose prvního podlaží je segmentově zaklenutý vstup s nadsvětlíkem a dvoukřídlými původními dřevěnými obdélnými dveřmi. V bočních fasádách jsou nahoře vyvedené komíny. Na východní a západní straně jsou boční jednopatrová křídla.
V přízemí po stranách vchodu je kavárna a knihkupectví. Ve třech patrech je šest galerií a nad nimi je knihovna a kanceláře. Další rekonstrukce byla provedena v roce 2016.